# ديريك فوكس
ديريك فوكس هو سياسي كندي، ولد في 27 ديسمبر 1950 في نيو ويستمينيستر في كندا. حزبياً، نشط في Alberta New Democratic Party ‏. وقد انتخب عضو الجمعية التشريعية ألبرتا.